# Cát Thành
	Cát Thành		là một xã thuộc tỉnh Ninh Bình, Việt Nam.

## Địa lý
Trụ sở xã nằm cách phường Hoa Lư - trung tâm tỉnh lỵ Ninh Bình 35 km về phía Đông, có vị trí địa lý:
- Phía đông giáp xã Xuân Trường.
- Phía tây giáp xã Nam Ninh và xã Trực Ninh.
- Phía nam giáp xã Hải Anh và xã Hải Hậu.
- Phía bắc giáp xã Cổ Lễ và xã Ninh Giang.

Xã Cát Thành	có diện tích:	23,07	km², 	dân số:	39.035	người, mật độ dân số: 	1692	người/km². 	
Đây là đơn vị có diện tích xếp thứ:	93	, số dân xếp thứ: 	26	và mật độ dân số xếp thứ: 	20	trong số 129 xã, phường ở Ninh Bình.
Xã Cát Thành có Đường cao tốc Ninh Bình – Hải Phòng, và cũng là nơi có sông Ninh Cơ chảy qua.

## Lịch sử
Cuối thế kỷ 16 niên hiệu Quang Hưng, thuộc vương triều nhà Hậu Lê, do 3 năm 6 vụ liên tiếp mất mùa, đời sống khó khăn. Đoàn người (trong đó có 23 đàn ông) bỏ làng ra đi theo về phương nam khai hoang lấn biển, tính kế an cư lập nghiệp nơi đất bồi ven biển, có nguyên quán của họ ở làng Giá Rạch - tổng Dương Bồi - huyện Cổ Chử - phủ Đình Bồ thuộc trấn Sơn Nam Thượng. Khi đi tới vùng cửa biển phù sa châu thổ sông Hồng là xứ Quần Cát, huyện Nam Trân, phủ Thiên Trường thuộc trấn Sơn Nam Hạ thì quần tụ lại định cư.
Cụ thể có danh tính 23 người như sau:- Họ Phạm: 3 người (Thiệu, Huy, Đường)- Họ Trần: 5 người (Phúc Quang, Phúc Chiến, Trực Đạo, Bình An, Phúc Huệ)- Họ Vũ: 5 người: Chương, Vị, Huyên, Ngưu, Hoá- Họ Đỗ: 4 người: Hiểu, Vi, Nhâm, Các- Họ Lưu: 1 người: Nhạn- Họ Hoàng: 3 người: Ba, Bằng, Nhân.- Họ Đồng: 2 người: Bảng, Chiêu. Ngày 14-3 Hoằng Định nguyên niên (tức năm 1600), 5 anh em nhà họ Trần đến cửa biển Cồn Cát thì đã thấy các vị họ Phạm ở đó rồi nên đã hội bàn và phân vùng cư trú. Theo đó: Phạm tộc ở phía Tây, Trần tộc ở phía Đông, các họ khác cùng ở xung quanh địa điểm này. Những năm sau đó, các gia đình và các tộc họ khác tiếp tục đến định cư. Năm Hoằng Định thập nhị niên (1611), tức sau có 1 năm đã phát triển lên tới 70 gia đình.
Khi đó, xã Trực Cát gồm 3 thôn: Bắc Hà, Khai Khẩn, Cường Trung.
- Bắc Hà: 16 xóm dùng chữ Bắc là tên đầu của xóm (ví dụ: xóm Bắc Tiến)
- Cường Trung: 8 xóm chữ Cường là tên đầu của các xóm
- Khai Khẩn: 5 xóm lấy chữ Khai làm tên đầu cho mỗi xóm

Sau cải cách ruộng đất năm 1956, sắp xếp lại các đơn vị hành chính cho phù hợp với địa bàn dân cư và địa dư thực tế:
- 15 xóm của thôn Bắc Hà được giữ tên xã là Trực Cát
- Xóm Bắc Hải Bá quan (của thôn Bắc Hà cũ) nhập vào xã Hải Bình, huyện Hải Hậu
- Thôn Cường Trung nhập với 2 xóm của xã Trực Cường lập thành xã mới là Trực Tiến
- Xóm Khai Minh, Khai Quang của thôn Khai Khẩn nhập với một số xóm của xã Minh Đức cũ thành xã Trực Đại
- 3 xóm: Khai Châu, Khai Tiến, Khai Hồng nhập cùng một số xóm của xã Minh Đức cũ thành xã Trực Thắng.

Năm 1978, sáp nhập hai xã Trực Cát và Trực Thành thành xã Cát Thành.
Ngày 31 tháng 3 năm 2006, Chính phủ ban hành Nghị định số 34/2006/NĐ-CP thành lập thị trấn Cát Thành trên cơ sở toàn bộ 830,01 ha diện tích tự nhiên và 14.577 người của xã Cát Thành.
Theo Nghị quyết số 1674/NQ-UBTVQH15 ngày 16/6/2025 về sắp xếp các đơn vị hành chính cấp xã của tỉnh Ninh Bình năm 2025, sắp xếp thị trấn Cát Thành, xã Việt Hùng và xã Trực Đạo thành xã mới có tên gọi là xã Cát Thành.

## Di tích
- Đình làng Cát Chử xây khoảng năm 1740 thời Trịnh Doanh triều Lê Vĩnh Hựu
- Chùa Linh Quang (chùa trong) xây năm 1677 (Đinh Tỵ) thời vua Vĩnh Trị Lê Hy Đông, chuông đúc năm 1801 thời vua Cảnh Thịnh.
- Chùa Nguyệt Quang (chùa ngoài)
- Văn chỉ làng dựng năm 1856 thời vua Tự Đức năm thứ 9.